# فريديريك لوز
فريديريك لوز (بالفرنسية: Frédéric Luz)‏ هو خبير شعارات ‏ فرنسي، ولد في 9 مارس 1964 في تولوز في فرنسا.

## وصلات خارجية
- الموقع الرسمي